# Dostojka dafne
Dostojka dafne (Brenthis daphne) – gatunek motyla dziennego z rodziny rusałkowatych (Nymphalidae).

## Wygląd
Rozpiętość skrzydeł od 44 do 48 mm, dymorfizm płciowy niewielki .

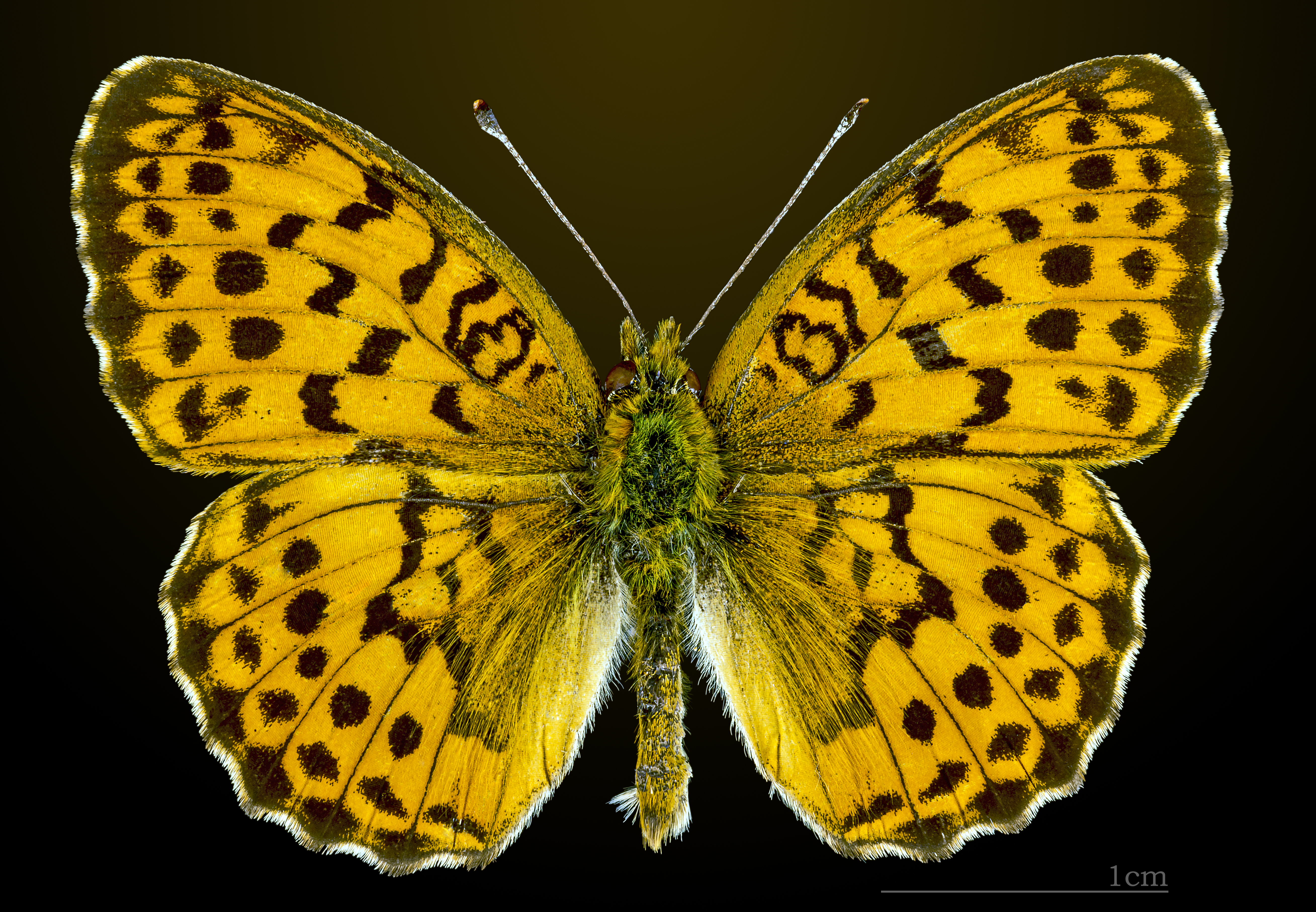
Dostojka dafne
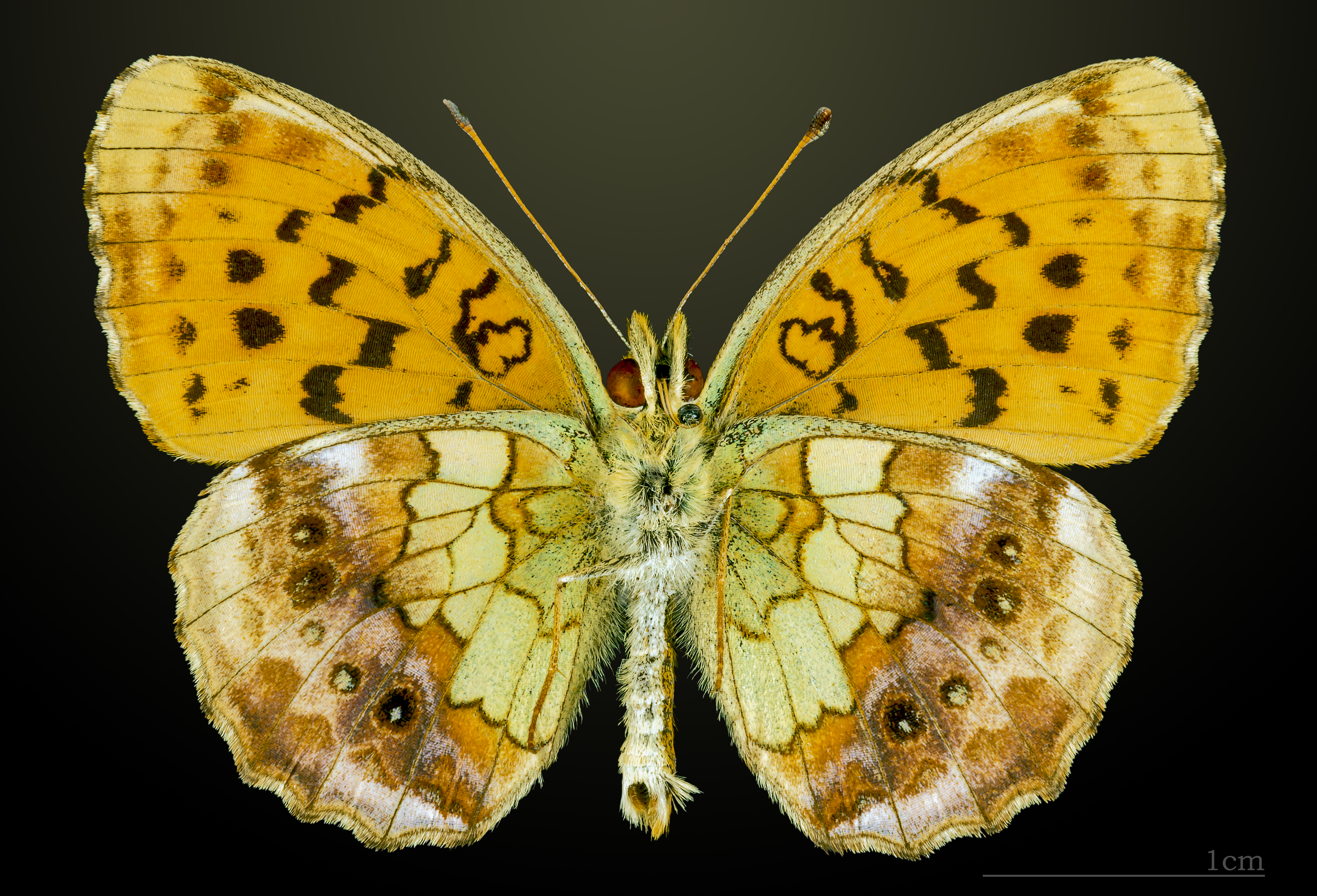
△  Dostojka dafne

## Siedlisko
Łąki na skrajach lasów, drogi leśne, zręby i leśne polany.

## Biologia i rozwój
Wykształca jedno pokolenie w roku. Prowadzi raczej osiadły tryb życia. Jaja składane są pojedynczo na spodzie liści. Larwy zimują w osłonkach jajowych lub we wczesnym stadium po wylęgu. Rozwój wiosną trwa około 2 miesięcy. Przepoczwarza się na roślinie żywicielskiej. Stadium poczwarki trwa ok. 3-4 tygodnie.

## Okres lotu
Od końca czerwca do połowy sierpnia.

## Rośliny żywicielskie gąsienic
Roślinami żywicielskimi są maliny i jeżyny.

## Rozmieszczenie geograficzne
Gatunek palearktyczny. W Polsce występuje głównie w północno-wschodniej części kraju oraz na nielicznych izolowanych stanowiskach w innych regionach.

## Zagrożenia
Gatunek niezagrożony z uwagi na typ zajmowanego siedliska. Wskutek ekspansji populacji czeskich i słowackich w przyszłości możliwy jest wzrost ilości stanowisk na południu Polski.